# るつぼ (戯曲)
『るつぼ』（原題：The Crucible）は、アーサー・ミラーによる戯曲。セイラム魔女裁判を描き、1950年代に発生したマッカーシズムに対するアレゴリーとして受け取られた。1953年1月、ニューヨーク市マーテイン・ベックシアターで初演。全4幕。
1957年にフランスで、1996年に米国で、それぞれ映画化された。

## あらすじ
全体の構成は以下の通り
- 第1幕（序曲）- パリス牧師寝室
- 第2幕
  - 第1場 - プロクター家居間
  - 第2場 - 夜の森（現在は省略されることが多い。）
- 第3幕 - セイラム法廷控室
- 第4幕 - セイラム牢獄独房

舞台は1692年、北米大陸北東部のマサチューセッツ州セイラム。
春まだ浅い深夜の森で、美少女アビゲイルと少女たちが黒人奴隷のティテュバとともに全裸で踊っているのを、牧師のパリスが発見する。当時のマサチューセッツ州はピューリタンの信仰が厚く、そのようなはしたない行為は神への冒涜とみなされていた。しかも少女たちの一人、パリス牧師の娘のベティが意識不明となってしまう。パリス牧師はただうろたえるばかりで何も対処できない。そのうち村の有力者、パトナム夫妻が「悪魔に取り憑かれている」と言い出し、少女たちはティテュバがその悪魔を呼んだと証言。悪魔払いのヘイル牧師がかけつけるなど、村中が大騒ぎになる。そこに村のさまざまな問題――パトナム家とナース家およびジャイルズ老人との抗争や、不義の関係を持ったジョン・プロクターに対するアビゲイルの恋心などが坩堝のように絡み合った結果、少女たちは村の人々をティテュバ同様の魔女だとして告発してゆくことになる。（第1幕）
アビゲイルらは聖女扱いされ、セイラムでは無実の人々が次々と逮捕、処刑されている。アビゲイルとの不義からジョンと妻エリザベスの関係は気まずく、さらにパリス牧師への反発からプロクター夫妻が教会に行かないことをヘイル牧師に指摘されて、エリザベスも魔女の嫌疑をかけられてしまう。そこへジャイルズが、妻が拘引されたと駆け込む。ジョンは、告発者の一人である下女メアリーの言動から、一連の魔女騒動がパトナムやアビゲイルの陰謀であることに気付くが時すでに遅く、役人のチーバーによってエリザベスが拘引されてしまう。思い余ったジョンは森でアビゲイルに会い、告発を思い止まるよう説得するが、逆にアビゲイルから想いを打ち明けられてしまう。（第2幕）
ジョンとジャイルズは、ヘイル牧師の協力を得て判事のダンフォースに妻の赦免を願い出る。ジャイルズは、魔女騒ぎはパトナムのでっちあげだと訴えるが、ダンフォース判事から証拠提供者の名前を求められる。ジャイルズは揉め事を避けるためにこれを拒否したため、逆に魔女と疑われて拘引される。ジョンはアビゲイルと対決するが、言い争ううちに不義の関係を口走ってしまい、立場が悪くなる。アビゲイルは不義を否定するどころか、悪魔の仕業だとして人々を扇動し、少女たちの告発によってジョンも魔女として拘引されてしまう。あまりにも不条理なやり方に怒ったヘイル牧師は法廷を出て行く。（第3幕）
季節は秋から冬になろうとしている。セイラムでは多くの人が入牢したため、家畜が村をさまよい作物の収穫もできないまま混乱が続き、流石にこの魔女裁判はおかしいと人々が気付き始める。身の危険を感じたアビゲイルは失踪してしまう。このままでは暴動がおこると憂慮したパリス牧師とヘイル牧師の説得により、ダンフォース判事は裁判の正当性と保身のため、偽りの魔女の告白をすれば処刑はしないとジョンに持ちかける。エリザベスと心行くまで話をしたジョンは、最後まで否認を貫いたジャイルズの拷問死を知って衝撃を受け、また自分が偽りの告白することはジャイルズや同じ死刑判決を受けたレベッカ・ナースの意志を裏切ることになると悩むが、家族への愛を断ち切ることができず、断腸の思いで偽りの告白をする。さらに判事に説得され供述書にも署名するが、市民にその署名を見せると聞いて良心の呵責に耐えかね、供述書を破って従容と朝日に輝く処刑台へ上って行く。（第4幕）
　

## 登場人物
ジョン・プロクター (John Proctor)
主人公。独立心に満ちた人物。アビゲイルと、清教徒の間で重罪とされる不倫を犯したことで、後悔にさいなまれる。パリス牧師と反りが合わないことから子供の洗礼や教会の礼拝を怠りがちで、人々から不信感を持たれていた。
エリザベス・プロクター (Elizabeth Proctor)
ジョンの妻。ジョンとアビゲイルの関係を察し、アビゲイルを解雇する。だが夫を許す優しくも純粋な清教徒でもある。
アビゲイル・ウィリアムズ (Abigail Williams)
プロクター家に奉公していた17歳の美しい少女。両親が死んでからは叔父であるパリス牧師の下で生活している。ジョンへの愛情が忘れられず、エリザベスを魔女として告発し、自分が代わって妻になろうとする狡猾な面がある。ニックネームはアビー (Abby)。
パリス牧師 (Reverend Parris)
元バルバドス島の商人。40代半ばの寡男で、ベティの父、アビゲイルの叔父である。牧師としての能力はあまり優れておらず、ジョンからは反発されていた。周囲の評判を何よりも気にする人物。ベティとアビゲイルが魔女騒動を引き起こしたことを悩んでいる。
ベティ・パリス (Betty Parris)
10歳になるパリスの娘。森で裸になって遊んでいたことを父親に知られ、それを恐れて病床につき奇妙な振る舞いをする。
ヘイル牧師 (Reverend John Hale)
周囲から尊敬を集める牧師で、魔女狩りのエキスパート。魔女裁判の様子を監察する為にセイラムに赴いた。最初は魔女の存在を信じていたが、後に懐疑的になっていく。
トーマス・ダンフォース判事 (Thomas Danforth)
セイラムの魔女裁判の最高責任者。エリザベスが妊娠していたため彼女の処刑を取りやめるが、ジョンが裁判で司法を侮辱したとして彼を拘引する。
トーマス・パトナム (Thomas Putnam)
50歳近い裕福な地主。他の人たちと比べて裕福すぎることや、人を金で買うようなところがあり、ナース家やプロクター家をはじめ村人からの反感を招く。一人娘が魔女騒ぎに巻き込まれたことから、反対派を魔女とでっち上げようとする。
アン・パトナム (Ann Putnam)
トーマス・パトナムの妻。
ルース・パトナム (Ruth Putnam)
パトナム家の一人娘。
レベッカ・ナース (Rebecca Nurse)
村の権力者であるナース家の一人。72歳の白髪の女性。賢く、知恵のある人格者だが、その行為を不可解だと思う人も少なくなく、パトナムらにつけこまれる。
ジャイルズ・コーリー (Giles Corey)
83歳の力溢れる老人。作中数少ない、滑稽な振る舞いをする人物。パトナム家との土地をめぐる争いがもとで、ジョンとともに裁判所で捕らえられ、最後まで自らが魔女であることを認ないまま、大量の石を乗せられる拷問を受けて死んだ。
マーサ・コーリー (Martha Corey)
ジャイルズの妻。日記を付けていることを不審に思われ、魔女の疑いをかけられる。
ティテュバ(Tituba)
ウィリアムズ家に仕える奴隷。バルバドス島出身で、白人と黒人の混血。ブードゥー教の呪いなどに詳しい。最初に魔女扱いされた人物。
メアリー・ワーレン (Mary Warren)
アビゲイルの代わりにプロクター家に奉公する少女。気弱で臆病な性格でアビゲイルに利用されやすい。このことが後にジョンに悲劇をもたらすこととなる。
メルシー・ルイス (Mercy Lewis)
パトナム家に奉公している、アビゲイルの友人。18歳の太った小狡い少女。アビゲイルたちとともに全裸で森を走り回って遊んでいた。
スザンナ・ワルコット (Sussana Walcott)
アビゲイルの年下の友人。せかせかした性格。
サミュエル・セウォール判事 (Judge Samuel Sewall)

ジョン・ホーソーン判事 (Judge John Hathorne)

作家であるナサニエル・ホーソーンの祖父にあたる。

## 日本での公演
- 劇団民藝（1962年）[3]
- 劇団SCARECROWS（2010年）
- 劇団昴（2011年）
- 新国立劇場（2012年）[4]
- シアターコクーン（2016年）
- TABACCHI （2017年） [5]

## 日本語訳
- アーサー・ミラー全集2（早川書房　ISBN 978-4-15-203052-8）

## 映画化
- サレムの魔女（1957年、 フランス、監督：レイモン・ルーロー（英語版）、脚色：ジャン・ポール・サルトル、出演：イヴ・モンタン、シモーヌ・シニョレ、ミレーヌ・ドモンジョ）
- クルーシブル（1996年、 アメリカ合衆国、監督：ニコラス・ハイトナー、脚本：アーサー・ミラー、出演：ダニエル・デイ・ルイス、ウィノナ・ライダー）